# Latera
Latera es una localidad y comune italiana de la provincia de Viterbo, región de Lacio, con 978 habitantes.

## Evolución demográfica
| Gráfica de evolución demográfica de Latera entre 1861 y 2001 |
|                                                              |
| Fuente ISTAT - elaboración gráfica de Wikipedia              |